# Navilly
Navilly település Franciaországban, Saône-et-Loire megyében. Lakosainak száma 405 fő (2022. január 1.). Navilly Charette-Varennes, Frontenard, Longepierre, Mont-lès-Seurre, Pontoux és Clux-Villeneuve községekkel határos.

## Népesség
A település népességének változása:
| Lakosok száma | 428  | 430  | 443  | 423  | 417  | 410  | 406  | 401  | 405  |
|               | 2013 | 2015 | 2016 | 2017 | 2018 | 2019 | 2020 | 2021 | 2022 |